# Kiscsősz
Kiscsősz is een plaats (község) en gemeente in het Hongaarse comitaat Veszprém. Kiscsősz telt 118 inwoners (2008).